# Just What I Needed: The Cars Anthology
| Оценки критиков               | Оценки критиков |
| Источник                      | Оценка          |
| ----------------------------- | --------------- |
| AllMusic                      | [ 1 ]           |
| Encyclopedia of Popular Music | [ 2 ]           |

Just What I Needed: The Cars Anthology (с англ. — «Как раз то, что мне было нужно: Антология The Cars») — второй сборник американской рок-группы The Cars, выпущенный 7 ноября 1995 года на лейбле Rhino. Это двухдисковый релиз, охватывающий всю карьеру группы, в котором представлено большинство синглов группы, а также множество треков с альбомов, би-сайдов, не вошедших в альбом, и неизданных песен.

## Об альбоме
В то время как альбом Greatest Hits 1985 года содержал самые популярные хитовые синглы группы, Just What I Needed включает в себя раритетные и неизданные треки, достойные альбома, в дополнение к более глубоким трекам альбома и хитам.
Сборник содержит оригинальную альбомную версию песни «I’m Not the One» 1980 года, в то время как на Greatest Hits она была представлена ремиксом 1985 года. «Heartbeat City» — единственная песня из Greatest Hits, которая была исключена из этого альбома.

## Редкие и неизданные песни

### Би-сайды
Следующие три песни являются би-сайдами, не входящими в альбом, которые ранее не издавались на CD:
- «That’s It» (Сингл «Let's Go», 1979)
- «Don’t Go to Pieces» (Синглы «Don't Tell Me No», 1980, и «Gimme Some Slack», 1981)
- «Breakaway» (Сингл «Why Can't I Have You», 1985)

### Демо

#### 1977
Следующие четыре песни были записаны в качестве демо-версий в 1977 году. «Leave or Stay» и «Ta Ta Wayo Wayo» были перезаписаны для альбома группы 1987 года Door to Door; два других трека так и не были перезаписаны. Все четыре песни были ранее неизданными записями.
- «Take Me Now»
- «Cool Fool»
- «Ta Ta Wayo Wayo» (demo)
- «Leave or Stay» (demo)

#### 1978
Следующая ранее не издававшаяся песня представляет собой незаконченный отрывок из первого альбома группы, в котором участвуют только Рик Окасек и Грег Хоукс. В итоге она была перезаписана для альбома Candy-O 1979 года.
- «Night Spots» (ранняя версия)

#### 1979
Ранее не издававшаяся песня «Slipaway» была записана в 24-трековом демо The Cars между их первым и вторым альбомами. Вместо того, чтобы записать готовую студийную версию, The Cars отдали песню Иэну Ллойду, который выпустил свою версию позже, в 1979 году.
- «Slipaway»

### Ранее не издававшиеся каверы
Следующие две песни, обе кавер-версии, изначально были сделаны в качестве бэк-треков для Биби Бьюэлл, чтобы записать вокал для её EP 1981 года Covers Girl. Эти версии содержат ведущий вокал Рика Окасека и Бенджамина Орра и ранее не издавались.
- «The Little Black Egg»
- «Funtime»

## Список композиций
Слова и музыка всех песен — Рик Окасек, кроме указанных иначе.
| №                   | Название                                 | Автор(ы)             | Оригинальный альбом (год)                                                 | Длительность |
| ------------------- | ---------------------------------------- | -------------------- | ------------------------------------------------------------------------- | ------------ |
| 1.                  | «Just What I Needed»                     |                      | The Cars (1978)                                                           | 3:46         |
| 2.                  | «My Best Friend's Girl»                  |                      | The Cars (1978)                                                           | 3:46         |
| 3.                  | «Good Times Roll»                        |                      | The Cars (1978)                                                           | 3:48         |
| 4.                  | «You’re All I’ve Got Tonight»            |                      | The Cars (1978)                                                           | 4:16         |
| 5.                  | «Don’t Cha Stop»                         |                      | The Cars (1978)                                                           | 3:05         |
| 6.                  | «Moving in Stereo»                       | Окасек, Грег Хоукс   | The Cars (1978)                                                           | 4:47         |
| 7.                  | «Take Me Now»                            |                      | Ранее не издавалась                                                       | 4:01         |
| 8.                  | «Cool Fool»                              | Окасек, Эллиот Истон | Ранее не издавалась                                                       | 2:42         |
| 9.                  | «Let’s Go»                               |                      | Candy-O (1979)                                                            | 3:36         |
| 10.                 | «Candy-O»                                |                      | Candy-O (1979)                                                            | 2:39         |
| 11.                 | «Dangerous Type»                         |                      | Candy-O (1979)                                                            | 4:32         |
| 12.                 | «Double Life»                            |                      | Candy-O (1979)                                                            | 4:26         |
| 13.                 | «Got a Lot on My Head»                   |                      | Candy-O (1979)                                                            | 3:01         |
| 14.                 | «It’s All I Can Do»                      |                      | Candy-O (1979)                                                            | 3:47         |
| 15.                 | «Night Spots» (оригинальная демо-версия) |                      | Ранее не издавалась, перезаписана для Candy-O                             | 3:09         |
| 16.                 | «Slipaway»                               |                      | Ранее не издавалась                                                       | 3:43         |
| 17.                 | «That’s It»                              |                      | Сторона «Б» сингла «Let’s Go» (1979)                                      | 3:24         |
| 18.                 | «Panorama»                               |                      | Panorama (1980)                                                           | 5:46         |
| 19.                 | «Gimme Some Slack»                       |                      | Panorama (1980)                                                           | 3:35         |
| 20.                 | «Don’t Go to Pieces»                     | Окасек, Хоукс        | Сторона «Б» синглов «Don’t Tell Me No» (1980) и «Gimme Some Slack» (1981) | 4:03         |
| Общая длительность: | Общая длительность:                      | Общая длительность:  | Общая длительность:                                                       | 75:52        |

| №                   | Название                           | Автор(ы)             | Оригинальный альбом (год)                          | Длительность |
| ------------------- | ---------------------------------- | -------------------- | -------------------------------------------------- | ------------ |
| 1.                  | «Touch and Go»                     |                      | Panorama (1980)                                    | 4:58         |
| 2.                  | «Don’t Tell Me No»                 |                      | Panorama (1980)                                    | 4:02         |
| 3.                  | «Shake It Up»                      |                      | Shake It Up (1981)                                 | 3:35         |
| 4.                  | «Since You’re Gone»                |                      | Shake It Up (1981)                                 | 3:33         |
| 5.                  | «I’m Not the One»                  |                      | Shake It Up (1981)                                 | 4:15         |
| 6.                  | «Cruiser»                          |                      | Shake It Up (1981)                                 | 4:58         |
| 7.                  | «The Little Black Egg»             | Чак Конлон           | Ранее не издавалась                                | 2:54         |
| 8.                  | «Funtime»                          | Дэвид Боуи, Игги Поп | Ранее не издавалась                                | 3:10         |
| 9.                  | «You Might Think»                  |                      | Heartbeat City (1984)                              | 3:08         |
| 10.                 | «Drive»                            |                      | Heartbeat City (1984)                              | 3:57         |
| 11.                 | «Magic»                            |                      | Heartbeat City (1984)                              | 4:00         |
| 12.                 | «Hello Again»                      |                      | Heartbeat City (1984)                              | 3:49         |
| 13.                 | «Why Can’t I Have You»             |                      | Heartbeat City (1984)                              | 4:05         |
| 14.                 | «Breakaway»                        |                      | Сторона «Б» сингла «Why Can’t I Have You» (1985)   | 3:47         |
| 15.                 | «Tonight She Comes»                |                      | Greatest Hits (1985)                               | 3:57         |
| 16.                 | «You Are the Girl»                 |                      | Door to Door (1987)                                | 3:56         |
| 17.                 | «Strap Me In»                      |                      | Door to Door (1987)                                | 4:26         |
| 18.                 | «Door to Door»                     |                      | Door to Door (1987)                                | 3:20         |
| 19.                 | «Leave or Stay» (Демо 1977 года)   |                      | Ранее не издавалась, перезаписана для Door to Door | 3:02         |
| 20.                 | «Ta Ta Wayo Wayo» (Демо 1977 года) |                      | Ранее не издавалась, перезаписана для Door to Door | 2:48         |
| Общая длительность: | Общая длительность:                | Общая длительность:  | Общая длительность:                                | 75:40        |

## Участники записи
- Рик Окасек — вокал (Диск 1: 2, 3, 4, 5, 11, 12, 13, 15, 16, 18 и 19; Диск 2: 1, 3, 4, 5, 7, 9, 11, 12, 13, 14, 15, 16, 17, 18, 19 и 20), ритм-гитара, бэк-вокал
- Бенджамин Орр — вокал (Диск 1: 1, 6, 7, 8, 9, 10, 14 и 17 и 20; Диск 2: 2, 6, 8 и 10), бас-гитара, бэк-вокал
- Эллиот Истон — соло-гитара, бэк-вокал
- Грег Хоукс — клавишные, перкуссия, бэк-вокал
- Дэвид Робинсон — ударные, перкуссия